# Ennery (Mosella)
Ennery (in tedesco Ennerchen) è un comune francese di 2 230 abitanti situato nel dipartimento della Mosella nella regione del Grand Est.

## Storia

### Simboli
Lo stemma del comune si blasona:
Adottato nel 1957, riproduce le armi della famiglia de Heu di Metz che possedette la baronia di Ennery dal 1324 fino all'inizio del XVII secolo.

## Società

### Evoluzione demografica
Abitanti censiti